# Volta a Llombardia 2005
L'edició del 2005 de la clàssica ciclista Volta a Llombardia es disputà el 15 d'octubre del 2005. Paolo Bettini va aconseguir guanyar per primera vegada una cursa que molts trobaven massa dura per al ciclista de Cecina, superant a l'esprint l'escalador Gilberto Simoni i el campió luxemburguès Fränk Schleck.

## Classificació General
|    | Ciclista             | Equip                      | Temps     |
| -- | -------------------- | -------------------------- | --------- |
| 1  | Paolo Bettini        | Quick Step-Innergetic      | 5h 56'22" |
| 2  | Gilberto Simoni      | Lampre-Caffita             | m. t.     |
| 3  | Fränk Schleck        | Team CSC                   | m. t.     |
| 4  | Giampaolo Caruso     | Liberty Seguros-Würth      | + 4"      |
| 5  | Davide Rebellin      | Gerolsteiner               | + 54"     |
| 6  | Fabian Wegmann       | Gerolsteiner               | m. t.     |
| 7  | Gorazd Štangelj      | Lampre-Caffita             | m. t.     |
| 8  | Martin Elmiger       | Phonak Hearing Systems     | m. t.     |
| 9  | Massimiliano Gentili | Naturino-Sapore di Mare    | m. t.     |
| 10 | Santo Anzà           | Acqua & Sapone-Adria Mobil | m. t.     |